# Катарина фон Хенеберг
Катарина фон Хенеберг (на немски: Katharina von Henneberg, Katherina von Henneberg; * ок. 1334, Шлойзинген; † 15 юли 1397, Майсен) от Дом Хенеберг, е от 1347 г. ландграфиня на Тюрингия и маркграфиня на Майсен.

## Живот
Тя е втората от четирите дъщери на граф Хайнрих VIII фон Хенеберг-Шлойзинген и съпругата му Юта фон Бранденбург.
Катарина се омъжва през 1346 г. за Фридрих III (1332 – 1381) от род Ветини е от 1349 до 1381 г. ландграф на Тюрингия и маркграф на Майсен. Тя му донася като зестра част от Графство Хенеберг (Кобург).
Нейният съпруг Фридрих III умира през 1381 г. Според неговото завещание Катарина поема регентството за малолетните им синове.
Катарина фон Хенеберг поръчва издаването на княжеското произведение „Katherina divina“.

## Деца
- Фридрих († 1350, млад)
- Фридрих I, Войнственния (1370 – 1428)
- Вилхелм II Богатия (1371 – 1425)
- Георг (* 1380, † 9 декември 1401 в Кобург)